# Jan Bergqvist
Jan Gunnar Bergqvist (i riksdagen kallad Bergqvist i Västra Frölunda), född 25 november 1939 i Karl Johans församling, Göteborg, död 1 september 2006 i Högsbo församling, Göteborg, var en svensk politiker (socialdemokrat).

## Biografi
Under 1960-talet studerade Bergqvist till en pol. mag. vid Göteborgs universitet, och under denna tid var han aktiv i Göteborgs socialdemokratiska högskoleförening. Inför valet '68 fördes Bergqvist fram som socialdemokratisk riksdagskandidat av den yngre socialdemokratin, och hösten '68 blev han invald i riksdagen efter valet 1968. Bland uppdragen där kan nämnas gruppledare för den socialdemokratiska riksdagsgruppen samt ordförande i skatteutskottet 1985–1988, finansutskottet 1994–2002 och Europarådets svenska delegation 1994–2002. Han var även ledamot i konstitutionsutskottet 1973–1976, utrikesutskottet 1979–1985, krigsdelegationen, Nordiska rådets svenska delegation, utrikesnämnden och riksdagens valberedning. Han lämnade riksdagen 2002 och blev då ordförande i riksbanksfullmäktige. Bergqvist hade ett flertal förtroendeuppdrag både i Sverige och internationellt.
Bergqvist gjorde också flera utredningar, bland annat utredningen om utflyttning av statliga myndigheter från Stockholm som presenterades 2005. Han var också styrelseordförande i Apoteket AB.
I riksdagen var han invald för Göteborgs kommuns valkrets. Bergqvist var bosatt i Västra Frölunda och efter att han lämnade riksdagen var han ordförande för Högsbostadsdelsnämnden från 2003 samt ordförande för styrelsen för Sahlgrenska universitetssjukhuset till sin död. Han är begravd på Västra kyrkogården i Göteborg.